# 前750年
| 千纪： | 前1千纪 |
| 世纪： | 前9世纪 \| 前8世纪 \| 前7世纪 |
| 年代： | 前780年代 \| 前770年代 \| 前760年代 \| 前750年代 \| 前740年代 \| 前730年代 \| 前720年代 |
| 年份： | 前755年 \| 前754年 \| 前753年 \| 前752年 \| 前751年 \| 前750年 \| 前749年 \| 前748年 \| 前747年 \| 前746年 \| 前745年 |
| 纪年： | 辛卯年（免年）；周平王二十一年；周攜王二十一年；魯惠公十九年；齊莊公四十五年；晉文侯三十一年；秦文公十六年；楚霄敖八年；宋武公十六年；衛莊公八年；陳文公五年；蔡戴侯十年；曹桓公七年；鄭武公二十一年；燕鄭侯十五年；杞武公元年 |

## 大事記
- 秦國討伐犬戎，犬戎敗走，秦國收復周地至岐。[1]

## 逝世
- 周攜王，東周國君。[2]
- 蔡戴侯，蔡國國君。[3]